# Deutsche Botschaft Singapur
Die Deutsche Botschaft Singapur ist die diplomatische Vertretung der Bundesrepublik Deutschland in der Republik Singapur.

## Lage und Gebäude

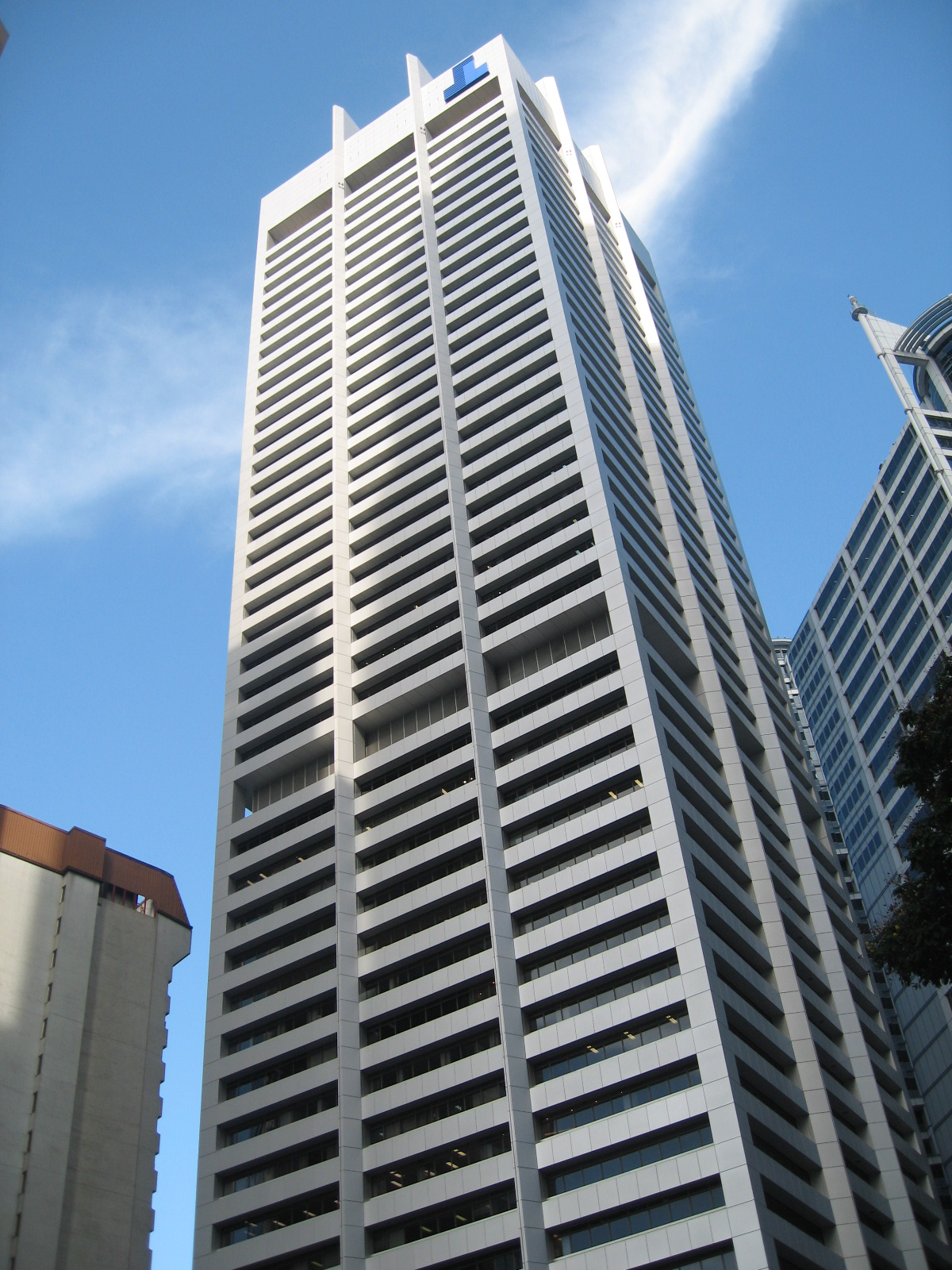
Land Tower, Singapur

Die Kanzlei der Botschaft liegt unweit der Marina Bay im Zentrum des Stadtstaats Singapur. Die Straßenadresse lautet: 50 Raffles Place, 12-00 Singapore Land Tower, Singapore 048623.
Das rund 6 km westlich befindliche Außenministerium ist in der Regel in einer knappen Viertelstunde zu erreichen. Zum gut 20 km östlich gelegenen Flughafen Singapur (Singapore Changi Airport) ist eine Fahrtzeit von rund 20 Minuten anzusetzen.
Die Büroräume der Botschaft sind in dem „Land Tower“ Hochhaus untergebracht.

## Auftrag und Gliederung
Die Deutsche Botschaft Singapur hat den Auftrag, die deutsch-singapurischen Beziehungen zu pflegen, die deutschen Interessen gegenüber der Regierung von Singapur zu vertreten und die Bundesregierung über Entwicklungen in Singapur zu unterrichten.
In der Botschaft werden die Sachgebiete Politik, Wirtschaft, Kultur und Bildung bearbeitet. An der Botschaft ist ein Repräsentant der Deutschen Bundesbank tätig.
Das Referat für Rechts- und Konsularangelegenheiten der Botschaft betreut Singapur als konsularischen Amtsbezirk. Es bietet alle konsularischen Dienstleistungen für im Land ansässige deutsche Staatsangehörige an. Die Visastelle des Referats stellt Visa für singapurische Staatsangehörige aus, die länger als 90 Tage in Deutschland bleiben möchten. Für kürzere Aufenthalte besteht für diesen Personenkreis im gesamten Schengen-Raum keine Visumspflicht.

## Geschichte
Am 9. August 1965 erlangte Singapur die Unabhängigkeit von Malaysia. Am 18. Mai 1953 hatte die Bundesrepublik Deutschland ein Generalkonsulat eröffnet, das am 24. Dezember 1965 in eine Botschaft umgewandelt wurde.
Für die DDR war nach Aufnahme der diplomatischen Beziehungen am 10. August 1973 bis 1977 der Botschafter der DDR in Colombo (Sri Lanka) in Singapur nebenakkreditiert. Bis die Botschaft mit dem Beitritt der DDR zur Bundesrepublik Deutschland im Jahr 1990 geschlossen wurde, waren ab 1977 die Botschafter in Jakarta (Indonesien) nebenakkreditiert.